# Mordella pagdeni
Mordella pagdeni es una especie de coleóptero de la familia Mordellidae.

## Distribución geográfica
Habita en las  islas Salomón.